# Joe Lolley
Joseph ("Joe") Lolley (Redditch, 25 augustus 1992) is een Engels voetballer die doorgaans speelt als vleugelspeler. In augustus 2022 verruilde hij Nottingham Forest voor Sydney.

## Clubcarrière
Lolley speelde in de jeugdopleiding van Birmingham City en stapte in 2008 over naar Bromsgrove Rovers, waar hij drie jaar zou spelen. Hierna werd Littleton zijn nieuwe club. Hier wekte hij de interesse van Kidderminster Harriers, dat hem een eenjarig contract gaf. Uiteindelijk zou hij slechts een halfjaar bij Kidderminster spelen, want in januari 2014 verkaste hij naar Huddersfield Town. Voor Huddersfield kwam Lolley voornamelijk als invaller in actie en in 2015 stalde die club hem op huurbasis bij Scunthorpe United. Hier speelde hij zes wedstrijden en na zijn terugkeer kwam hij vaker tot speeltijd bij Huddersfield. Met die club promoveerde Lolley in de zomer van 2017 naar de Premier League. Hier speelde hij zes wedstrijden in de eerste seizoenshelft, waarvan vier invalbeurten. Op de laatste dag van de winterse transfermarkt werd Lolley overgenomen door Nottingham Forest, waar hij zijn handtekening zette onder een verbintenis voor de duur van vierenhalf jaar. Na een jaar werd er één jaar toegevoegd aan dit contract. Aan het einde van het seizoen 2021/22 promoveerde hij met Nottingham naar de Premier League, waarop Lolley naar Sydney vertrok. Hier verlengde hij in januari 2024 zijn aflopende contract met twee jaar tot medio 2026.

## Clubstatistieken
| Seizoen | Club                   | Competitie         | Competitie | Competitie | Beker | Beker | Internationaal | Internationaal | Totaal | Totaal |
| Seizoen | Club                   | Competitie         | Wed.       | Dlp.       | Wed.  | Dlp.  | Wed.           | Dlp.           | Wed.   | Dlp.   |
| ------- | ---------------------- | ------------------ | ---------- | ---------- | ----- | ----- | -------------- | -------------- | ------ | ------ |
| 2013/14 | Kidderminster Harriers | Conference Premier | 21         | 9          | 7     | 0     | —              | —              | 28     | 9      |
| 2013/14 | Huddersfield Town      | Championship       | 6          | 1          | 0     | 0     | —              | —              | 6      | 1      |
| 2014/15 | Huddersfield Town      | Championship       | 17         | 2          | 2     | 1     | —              | —              | 19     | 3      |
| 2015/16 | → Scunthorpe United    | League One         | 6          | 0          | 0     | 0     | —              | —              | 6      | 0      |
| 2015/16 | Huddersfield Town      | Championship       | 30         | 4          | 2     | 0     | —              | —              | 32     | 4      |
| 2016/17 | Huddersfield Town      | Championship       | 19         | 1          | 3     | 0     | —              | —              | 22     | 1      |
| 2017/18 | Huddersfield Town      | Premier League     | 6          | 1          | 4     | 1     | —              | —              | 10     | 2      |
| 2017/18 | Nottingham Forest      | Championship       | 16         | 3          | 0     | 0     | —              | —              | 16     | 3      |
| 2018/19 | Nottingham Forest      | Championship       | 46         | 11         | 5     | 1     | —              | —              | 51     | 12     |
| 2019/20 | Nottingham Forest      | Championship       | 42         | 9          | 2     | 1     | —              | —              | 44     | 10     |
| 2020/21 | Nottingham Forest      | Championship       | 28         | 1          | 2     | 0     | —              | —              | 30     | 1      |
| 2021/22 | Nottingham Forest      | Championship       | 29         | 0          | 1     | 0     | —              | —              | 30     | 0      |
| 2022/23 | Sydney                 | A-League           | 27         | 6          | 1     | 0     | —              | —              | 28     | 6      |
| 2023/24 | Sydney                 | A-League           | 28         | 12         | 5     | 1     | —              | —              | 17     | 8      |
| 2024/25 | Sydney                 | A-League           | 22         | 9          | 0     | 0     | 10             | 3              | 32     | 12     |
| Totaal  | Totaal                 | Totaal             | 345        | 69         | 34    | 7     | 10             | 3              | 389    | 79     |

Bijgewerkt op 25 april 2025.